# Smilde
Smilde (52° 57′ N, 6° 27′ L) é uma cidade dos Países Baixos, na província de Drente. Smilde pertence ao município de Midden-Drente, e está situada a 10 km southwest of Assen.
Em 2001, a cidade de Smilde tinha 3460 habitantes. A área urbana da cidade é de 1.2 km², e tem 1449 residências.
A área de Smilde, que também inclui as partes periféricas da cidade, bem como a zona rural circundante, tem uma população estimada em 4890 habitantes.